# Вовконіг
Вовконіг (Lycopus) — рід квіткових рослин родини глухокропивові (Lamiaceae); містить ≈ 20 видів. Рід поширений у Північній Америці, Євразії, північно-західній Африці й 1 вид — у Австралії.

## Опис
Це трав'янисті багаторічні, рідше однорічні рослини, із зубчастими або перисторозсіченими листками і суцвіттям з багатоквіткових кілець. Чашечка дзвоникоподібна з п'ятьма рівними зубцями. Віночок майже правильний чотирилопатевий, трохи більший за чашечку. Плідних тичинок дві, висунутих з віночка.

## Поширення
Рід поширений в Європі, Азії, Австралії і Північній Америці. В Україні зростає два види, на болотах, заплавних луках, по берегах річок та інших водойм, по вогких місцях у чагарниках, практично по всій території країни.

## Види
1. Lycopus alissoviae Prob.
2. Lycopus americanus Muhl. ex W.P.C.Barton
3. Lycopus amplectens Raf.
4. Lycopus angustifolius Elliott
5. Lycopus asper Greene
6. Lycopus australis R.Br.
7. Lycopus cavaleriei H.Lév.
8. Lycopus charkeviczii Prob.
9. Lycopus cokeri H.E.Ahles ex Sorrie
10. Lycopus europaeus L. — вовконіг європейський
11. Lycopus exaltatus L.f. — вовконіг високий
12. Lycopus hirtellus Kom.
13. Lycopus × intermedius Hausskn. -
14. Lycopus kurilensis Prob.
15. Lycopus laurentianus Roll.-Germ.
16. Lycopus lucidus Turcz. ex Benth.
17. Lycopus rubellus Moench
18. Lycopus × sherardii Steele
19. Lycopus sichotensis Prob.
20. Lycopus uniflorus Michx.
21. Lycopus virginicus L.